# Laouan Magagi
Laouan Magagi est un homme politique nigérien.
De 2016 à 2023, il est ministre de l'Action humanitaire et de la Gestion des catastrophes du Niger.